# Det Classenske Bibliotek

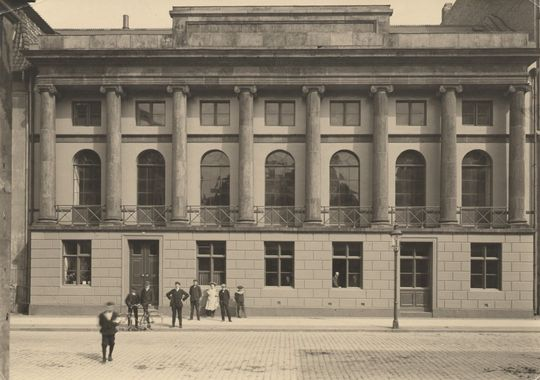
Det Classenske Bibliotek, ca 1900.

Det Classenske Bibliotek var ett bibliotek i Köpenhamn, grundat av Johan Frederik Classen. Enligt Classens testamente skulle hans boksamling hållas tillgänglig för allmänheten samt årligen erhålla en summa pengar till underhåll och utökning av beståndet. Samlingen bestod som "Det Classenske Bibliothek" till 1867, då största delen (naturvetenskapliga, geografiska och nationalekonomiska verk) förenades med universitetsbiblioteket, medan alla skrifter i lanthushållning däremot skänktes till Landbohøjskolen.